# Милан М. Мишковић
Милан M. Мишковић (Мојковић, 20. октобар 1948) је српски социолог, доктор политичких наука и професор Високе школе струковних студија за образовање васпитача у Новом Саду.

## Биографија
Рођен је 20. октобра 1948. године у Мојковићу код Крупња. Основну школу завршио је у Крупњу, а Учитељску школу у Шапцу. Студије социологије завршио је на Филозофском факултету Универзитета у Београду, а магистарске студије, смер политичка социологија, на Факултету политичких наука Универзитета у Београду. Докторирао је на Факултету политичких наука Универзитета у Београду на социјалноеколошким проблемима, тезом „Еколошка криза и еколошка свест омладине“. Радио је као индустријски социолог у ХИ „Зорка“ у Шапцу, затим као професор у Стручној хемијској и текстилној школи, Вишој хемијско-технолошкој школи и Вишој школи за образовање васпитача у Шапцу. Од 2004. до 2017. године радио је као професор Високе школе струковних студија за образовање васпитача у Новом Саду, где је предавао социологију, социјалну екологију и методологију истраживања у образовању. После одласка у пензију од 2017. године бави се публицистичким радом.
Објавио је следеће књиге:
1. Еколошка криза и еколошка свест омладине, Еко центар, Београд, 1997.
2. Омладина и екологија, Заслон, Шабац, 2001.
3. Социологија, Виша школа за образовање васпитача Шабац, 1999.
4. Социологија (друго проширено издање), Службени гласник, Београд, 2003.
5. Глобализација, еколошка криза, образовање, Студио Верис, Нови Сад, 2006.
6. Методологија истраживања у образовању; прво издање, Висока школа струковних студија за образовање васпитача, Нови Сад, 2008.
7. Социјална екологија, Висока школа струковних студија за образовање васпитача, Нови Сад, 2009.
8. Методологија истраживања у образовању (друго проширено издање), Педагошко друштво Војводине, Нови Сад, 2012.

Аутор је више десетина стручних, прегледних и научних радова из области социјалне екологије, социологије омладине, социологије детињства, политичке социологије – теорије нових друштвених покрета, социологије васпитања и образовања, и екофилозофије, који су објављени у водећим теоријским часописима и зборницима радова. Учесник је већег броја симпозијума, националних научних скупова и националних научних скупова са међународним учешћем одржаних у Србији, на којима је подносио саопштења, која су штампана у целини на српском језику. Изводи из наведених радова штампани су на српском и енглеском језику.
Неки од значајнијих радова су:
- Ка социолошком утемељењу инклузивног образовања. часопис „Кругови детињства”, први број, 2013.[2]
- Свакодневни живот из перспективе предшколског детета. часопис „Кругови детињства”, први број, 2014.[3]
- Процес и улога политичке социјализације у раном детињству. часопис „Кругови детињства”, први и други број, 2016.[4]
- Дубинска екологија: покрет и нови приступ у решавању еколошких проблема, Социолошки преглед, 2016. године[5]
- Квалитет и стил живота породице као сегменти дечије свакодневице, рад у зборнику „Свакодневни живот детата”, 2016. године[6]
- Дете и политички ауторитет. часопис „Кругови детињства”, стр. 24-36, први број, 2018.[7]
- Ка образовању за интегрални одрживи развој. часопис „Кругови детињства”, стр. 82-86, број 1/2019.[8]
- Социјалне биографије младих кроз „поглед изнутра”, часопис „Кругови детињства”, стр. 71-76, број 2/2021.[9]
- Значај међугенерацијске солидарности (приказ књиге), часопис „Кругови детињства”, стр. 107-113, број 2/2024.[10]
- „О старењу. Да ли је демографија судбина?”, приказ студије проф. др Мирјане Бобић, часопис „Геронтологија”, стр. 135-145, број 2/2024.[11]

Текстовима који представљају саопштења поднета на међународним научним скуповима, конференцијама са међународним учешћем и научно-стручним скуповима националног значаја, заступљен је у зборницима радова као што су:
- Култура слободног времена деце и омладине, зборник радова,са Стручно-научног скупа. Виша школа за образовање васпитача у Шапцу, Шабац: 1997.
- Дете и слободно време (Округли сто). Београд: Република Србија, Министарство за бригу о породици. 2000.
- Еколошка свест и еколошко образовање деце и омладине, зборник са Научно-стручног скупа у организацији Више школе за образовање васпитача у Шапцу. Шабац, 2002.
- Заштита животне средине градова и приградских насеља II. Монографија Међународна еко-конференција 2003. Нови сад: Еколошки покрет града Новог Сада.
- Еколошки проблеми градова. Конференција са међународним учешћем, тематски зборник радова. Београд: Друштво за примену науке и праксе у заштити животне средине СЦГ „Екологика“, 2004. Београд.
- Савремени токови у образовању наставника, Међународни научни скуп, Врање, 2003. Универзитет у Нишу: Учитељски факултет у Врању, 2003.
- Заштита животне средине градова и приградских насеља II. Монографија Међународна еко-конференција,  Нови сад: Еколошки покрет града Новог Сада. 2005.
- Европске димензије реформе система образовања и васпитања, зборник радова са  Међународног интердисциплинарног научног скупа, Универзитет у Новом Саду: Филозофски факултет, Одсек за педагогију. Нови сад, 2006.
- Цивилно Друштво и екологија. Зборник радова. Приредили Љубиша Деспотовић и Ненад Ђуретић. Нови Сад: Југословенско удружење за политичке науке СЦГ, Огранак У Новом Саду, Stylos, 2006.
- Свакодневни живот детета, зборник са Интернационалне научно-стручне конференције са међународним учешћем. Висока школа струковних студија за образовање васпитача. Нови Сад: 2016.

Написао је више чланака за дневни лист Политику. Међу њима су: О будућности се не може мислити без утопије (28.12.2017), Пензионери у ћутању не виде сигурност (16.1.2018), Климатске промене - социолошки проблем (11.8.2018), ЕДИ и социолошка анализа (7.9.2018), Капиталистички мултиполарни свет (15.10.2018), Појава и суштина (6.12.2018). 
Аутор је више приказа књига у Политикином додатку „Култура, уметност, наука”:
- „Ка одрживом друштву”, приказ књиге: Јелисавета Вукелић, „Социологија окружења: од теорије до праксе“, Институт за социолошка истраживања Филозофског факултета, Београд, 2022. (10. децембар 2022)
- „Активно и здраво старење”, приказ књиге: Мирјана Бобић, „О старењу. Да ли је демографија судбина?“ Београд: Институт за социолошка истраживања Филозофског факултета, 2023. (23. март 2024)
- „Значај руралног простора”, приказ књиге: Мина Петровић, „Просторна социологија: рурална перспектива“, Београд: Институт за социолошка истраживања Филозофског факултета, 2023. (8. јун 2024)
- „Значај међугенерацијске солидарности”, приказ књиге: Милица Весковић Анђелковић, „Међугенерацијска солидарност као одговор на савремене демографске изазове“, Београд: Институт за социолошка истраживања Филозофског факултета, 2024. (30. новембар 2024)

Члан је Издавачког савета часописа „Кругови детињства“ који издаје Висока школа струковних студија за образовање васпитача у Новом Саду.